# Parco nazionale del Pryp'jat'
Il parco nazionale del Pryp'jat' (in bielorusso Natsyyanal'ny Park Pripyatski) è un parco nazionale situato nella regione di Homel' in Bielorussia. Venne istituito nel 1996 per preservare i paesaggi naturali intorno al fiume Pryp'jat', dal quale prende il nome.

## Geografia
Il parco si trova nella parte meridionale della Bielorussia. Gran parte della sua superficie è costituita da torbiere umide in cui vivono 51 specie di mammiferi, tra cui un centinaio di bisonti europei, alci, cinghiali, tassi e linci. La grande pianura alluvionale del fiume comprende svariati habitat: fiumi e torrenti, torbiere, stagni, acquitrini di transizione, sfagneti e campi agricoli stagionalmente inondati.

## Turismo
Scopo del parco non è solo quello di preservare l'ambiente naturale, ma anche quello di tutelare le tradizioni e l'identità culturale della regione di cui fa parte, la Polesia: per questo organizza dei tour che toccano alcune fattorie tradizionali, dove vengono illustrati gli antichi mestieri. Il parco è anche sede dell'annuale festival della Polesia, con spettacoli musicali e dimostrazioni di attività artigianali. Le celebrazioni includono anche gare di pesca, regate e fiere. Il centro visitatori di Lyaskavichy, dove c'è anche un museo naturalistico, fornisce informazioni sul parco e sul festival.